# Tonga-Pfund
Das Tonga-Pfund (englisch Tongan  pound) war von 1921 bis zur Umstellung auf den Paʻanga im Jahr 1967 die gültige Landeswährung in Tonga. Wie das britische Pfund war es in 20 Shilling zu je 12 Pence unterteilt.
Als Tonga am 18. Mai 1900 durch einen Freundschaftsvertrag zum britischen Protektorat wurde, kursierte bald darauf die britische Währung im Inselstaat. Diese wurde in Tonga schrittweise zwischen 1921 und 1933 durch von der tongaischen Regierung herausgegebene Banknoten mit der Aufschrift Sterling ersetzt, die eine ungewöhnliche Stückelung in vier Schillinge aufwiesen. 1936 wurden diese Noten aber schon wieder durch das Tongaische Pfund (T£, TOP) ersetzt, wobei ein Pfund Sterling genau eineinviertel Tonga-Pfund entsprach. Das Tonga-Pfund glich damit dem ursprünglichen Australischen Pfund, das aber 1936 schon entwertet worden war. Auf den Banknoten wurde zunächst der Begriff Sterling durchgestrichen, später wurde er ganz entfernt.
Am 3. April 1967 wurde schließlich der Paʻanga eingeführt. Das Pfund wurde im Verhältnis 2:1 eingetauscht. Bei der Namensgebung entschied man sich gegen den Begriff Dollar, da dieser dem tongaischen Wort tola (Schweineschnauze, das weiche Ende der Kokosnuss, umgangssprachlich/vulgär auch Mund) zu sehr ähnelte.